# Melitaea mireio
Melitaea mireio är en fjärilsart som beskrevs av Foulquier 1923. Melitaea mireio ingår i släktet Melitaea och familjen praktfjärilar. Inga underarter finns listade i Catalogue of Life.